# Rochna
Rochna – osada w Polsce położona w województwie łódzkim, w powiecie brzezińskim, w gminie Brzeziny.
Osada młyńska Rochna liczyła pod koniec XIX wieku 1 gospodarstwo z 15 mieszkańcami i obejmowała obszar 28 mórg. Wchodziła w skład gminy Gałkówek.
W latach 1975–1998 miejscowość należała administracyjnie do województwa skierniewickiego.

## Turystyka i rekreacja

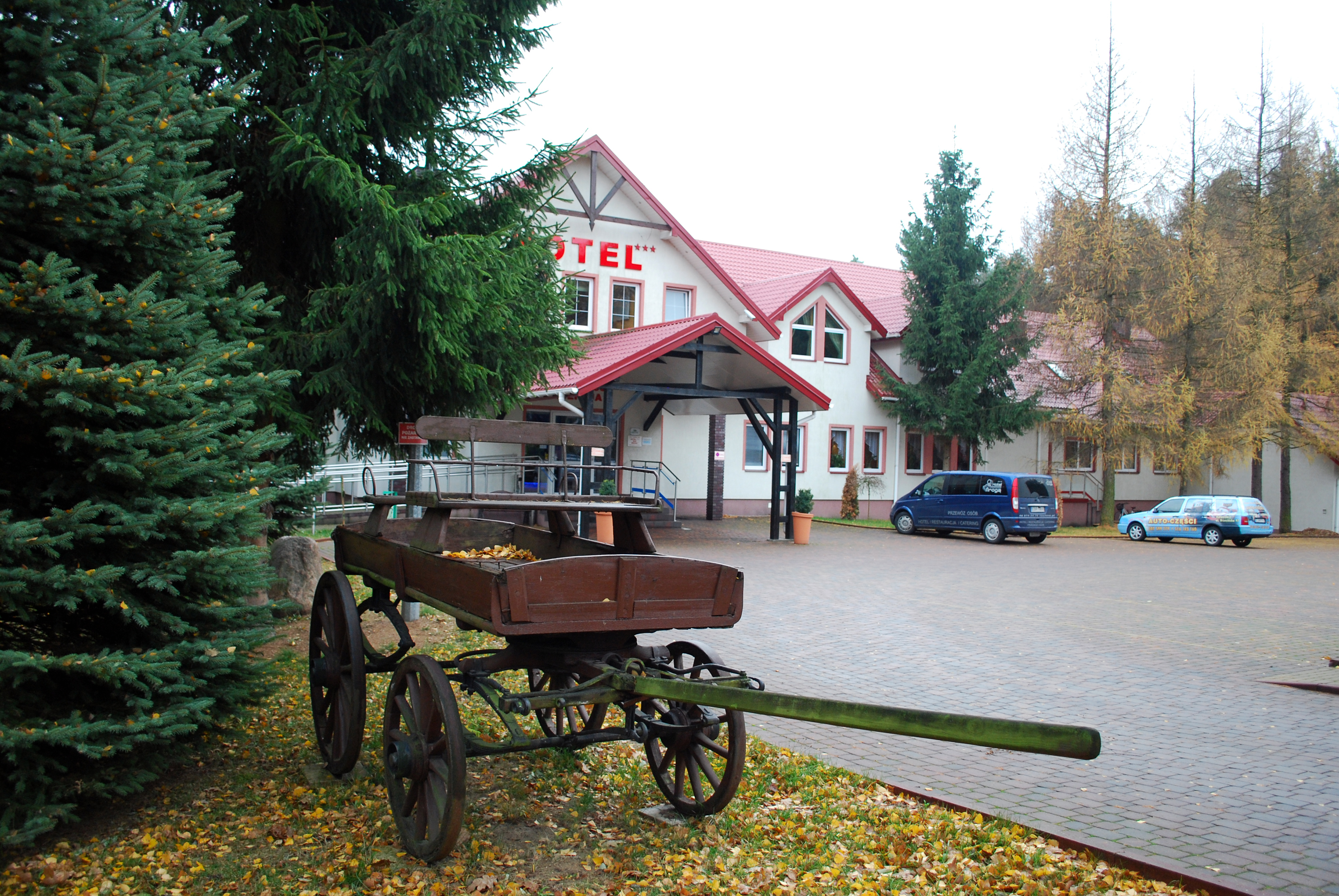
Hotel nad Mrogą

W Rochnie znajduje się zalew na rzece Mroga. Wcześniej istniał basen kąpielowy, który obecnie jest w dewastacji. Dodatkowo można korzystać z kajaków wodnych, rowerów wodnych oraz z sauny (Ruska Bania).
Rochna od wielu lat była miejscowością wypoczynkową. W latach osiemdziesiątych istniało pole namiotowe, restauracja, basen kąpielowy wybudowany pod koniec lat siedemdziesiątych XX wieku, przystań wodna dla łódek, rowerów wodnych i kajaków nad tutejszym zalewem.
Obecnie w Rochnie działa Hotel nad Mrogą oraz ośrodek szkoleniowo-wypoczynkowy.